# Gunter Van Handenhoven
‎
Gunter Van Handenhoven, belgijski nogometaš, * 16. december 1978, Sint-Niklaas, Belgija.